# Harry Alan Towers
Harry Alan Towers (* 19. Oktober 1920 in London, England; † 31. Juli 2009) war ein britischer Filmproduzent und Drehbuchautor.

## Leben
Towers verfasste zunächst unter dem Pseudonym Peter Welbeck mehrere Romane, ehe er seit 1946 Filmdrehbücher schrieb. Schon während des Zweiten Weltkrieges im Dienst der Royal Air Force hatte er begonnen, für das Radio zu schreiben. 1952/53 produzierte er die Radiosendungen The Adventures of Horatio Hornblower nach den Romanen von C. S. Forester. Angeregt durch den Kinofilm „Der dritte Mann“ (1949) mit Orson Welles produzierte Towers mit seiner Firma Towers of London auch eine mehrteilige Radioserie unter dem Titel The Lives of Harry Lime.
Seit Beginn der 1960er Jahre produzierte Towers auch Filme, meist nach eigenen Drehbüchern, sowie Abenteuerfilme nach Geschichten von Sax Rohmer (Doktor Fu Man Chu, Sumuru) und Edgar Wallace (Sanders). In den späten 1960er Jahren produzierte Towers auch einige Filme des spanischen Regie-Enfant terribles Jess Franco. Filmproduktionen, die er in den späten 1980er Jahren (oft in Koproduktion mit Cannon Films) herstellte, zeichneten sich durch viel Gewalt aus.
Towers war seit 1964 mit der österreichischen Schauspielerin Maria Rohm verheiratet. Er starb am 31. Juli 2009 nach kurzer Krankheit.

## Filmografie (Auswahl)
Filmproduzent
- 1961: The Anatomist
- 1962: Invitation to Murder
- 1963: Todestrommeln am großen Fluß (Death Drums Along the River, + Drehbuch)
- 1964: Sanders und das Schiff des Todes (Coast of Skeletons, + Drehbuch)
- 1964: Die Verdammten der Blauen Berge (Victim Five, + Drehbuch)
- 1965: Blonde Fracht für Sansibar (Mozambique, + Drehbuch)
- 1965: Sandy the Seal (+ Drehbuch)
- 1965: Scharfe Küsse für Mike Forster (City of Fear) (auch Drehbuch)
- 1965: In Beirut sind die Nächte lang (Twenty-Four Hours to Kill)
- 1965: Geheimnis im blauen Schloß (Ten Little Indians, + Drehbuch)
- 1965: Ich, Dr. Fu Man Chu (The Face of Fu Manchu, + Drehbuch)
- 1966: Das Rätsel des silbernen Dreieck (Circus of Fear, + Drehbuch)
- 1966: Marrakesch (Our Man in Marrakesh, + Drehbuch)
- 1966: Die 13 Sklavinnen des Dr. Fu Man Chu (The Brides of Fu Manchu , + Drehbuch)
- 1967: Sumuru – Die Tochter des Satans (The Million Eyes of Sumuru, + Drehbuch)
- 1967: Die Pagode zum fünften Schrecken (Five Golden Dragons , + Drehbuch)
- 1967: Die Rache des Dr. Fu Man Chu (The Vengeance of Fu Manchu, + Drehbuch)
- 1967: Tolldreiste Kerle in rasselnden Raketen (Jules Verne’s Rocket to the Moon + Drehbuch)
- 1967: Das Haus der tausend Freuden (+ Drehbuch)
- 1967: Diana – Tochter der Wildnis (The Face of Eve) (+ Drehbuch)
- 1968: Der Todeskuss des Dr. Fu Man Chu (The Blood of Fu Manchu) (+ Drehbuch)
- 1968: Die sieben Männer der Sumuru (The Seven Secrets of Sumuru) (+ Drehbuch)
- 1968: Marquis de Sade: Justine (+ Drehbuch)
- 1968: Die Folterkammer des Dr. Fu Man Chu (The Castle of Fu Manchu) (+ Drehbuch)
- 1968: Paroxismus
- 1969: Der heiße Tod (99 mujeres) (+ Drehbuch)
- 1969: Die Wildkatze (Eugenie, + Drehbuch)
- 1970: Das Bildnis des Dorian Gray (Il dio chiamato Dorian)
- 1970: Der Hexentöter von Blackmoor (El proceso de las brujas) (+ Drehbuch)
- 1970: Nachts, wenn Dracula erwacht (El conde Dracula) (+ Drehbuch)
- 1972: Die Schatzinsel (Treasure Island)
- 1972: Ruf der Wildnis (The Call of the Wild) (+ Drehbuch)
- 1973: Jack London: Wolfsblut (Zanna Bianca)
- 1974: Ein Unbekannter rechnet ab (And Then There Were None) (+ Drehbuch)
- 1976: Annie Belle – Zur Liebe geboren (Blue Belle)
- 1976: Eva Nera
- 1977: König Salomons Schatz (King Solomon’s Treasure)
- 1979: Unternehmen Delta III (The Shape of Things to Come)
- 1979: Klondike Fever
- 1983: Fanny Hill
- 1983: Black Venus (+ Drehbuch)
- 1984: Christina (+ Drehbuch)
- 1984: Der Hollywood Clan (Love Scenes)
- 1985: La Ronde de l’amour
- 1987: Dragonard – Die Sklavenpeitsche (Dragonard) (& Drehbuch)
- 1987: Gor
- 1987: Der Herr von Dragonard Hill (Master of Dragonard Hill) (& Drehbuch)
- 1986: Lightning der weiße Hengst (Lightning - The White Stallion) (& Drehbuch)
- 1987: 24 Stunden bis zur Hölle (Skeleton Coast) (& Drehbuch)
- 1987: Warrior Queen (& Drehbuch)
- 1988: Der Geächtete von Gor (Outlaw of Gor) (& Drehbuch)
- 1988: Platoon Leader – Der Krieg kennt keine Helden (Platoon Leader) (& Drehbuch)
- 1988: Howling (Howling IV: The Original Nightmare)
- 1988: The House of Usher
- 1988: Fire on Fire (Captive Rage) (& Drehbuch)
- 1989: American Fighter 3 – Die blutige Jagd (American Ninja 3: Blood Hunt)
- 1989: Split (Edge of Sanity)
- 1989: Death on Safari (Ten Little Indians)
- 1989: River of Death – Fluß des Grauens (River of Death)
- 1989: Das Phantom der Oper (The Phantom of the Opera)
- 1990: Riptide (Masque of the Red Death)
- 1990: Todesschrei im Mädchenpensionat (Lost Girls)
- 1990: Oddball Hall – Jetzt rasten die Götter völlig aus (Oddball Hall)
- 1991: House of Pain (Dance Macabre)
- 1991: Hitman (The Hitman)
- 1991: Delta Force 3 (Delta Force III: The Killing Game)
- 1992: Die verlorene Welt (Return to the Lost World , + Drehbuch)
- 1992: Rückkehr in die verlorene Welt (Return to the Lost World, + Drehbuch)
- 1993: Tobe Hoopers Living Nightmare (Night Terrors)
- 1993: Mumie – Tal des Todes (The Mummy Lives)
- 1995: The Mangler (+ Drehbuch)
- 1995: The Palmer Files: Der Rote Tod (Bullet to Beijing , + Drehbuch)
- 1996: The Palmer Files: Herren der Apokalypse (Midnight in St. Petersburg, + Drehbuch)
- 1995: Cry, the Beloved Country
- 1997: Abenteuer auf der Schäferinsel (Owd Bob, + Drehbuch)
- 1997: Die Schatzinsel (Treasure Island)
- 2000: Queen’s Messenger
- 2000: Flucht aus der Todeszone (High Explosive, + Drehbuch)
- 2001: She
- 2001: Dorian – Pakt mit dem Teufel (Dorian)
- 2001: City of Fear – Stadt in Angst (City of Fear)
- 2001: Quatermain – Der Schatz der Könige (High Adventure, + Drehbuch)
- 2001: Terror im Orient Express (Death, Deceit & Destiny Aboard the Orient Express, + Drehbuch)
- 2003: Sumuru – Planet der Frauen (Sumuru, + Drehbuch)
- 2004: Tödlicher Umweg